# 1993年5月21日日食
1993年5月21日日食是一次日偏食，發生於1993年5月21日（俄罗斯極東部的部分地區為5月22日）。新月當天（即朔日），地球上觀測到月球和太阳的角距離極小，此時月球如果恰好在月球交點附近，穿過太阳和地球之間，與地球、太阳接近一直線，則會出現日食。由於月球偏北或偏南，本影及偽本影從地球以北或以南經過而未接觸地表，只有半影覆蓋了地球北端或南端部分區域，形成日偏食。此次日偏食月球偏北，出現在北美地区大部、欧洲東北半部和亚洲西北部。

此次日偏食過程中月影在地表移動的動畫

## 日食概況

### 出現區域
本次日偏食可在加拿大除東南部外的絕大部分、美国本土除東部和南部外的大部分、阿拉斯加州除阿留申群島外的絕大部分、格陵兰、北歐、中欧東北部、东欧除乌克兰西南角和摩尔多瓦南端外的絕大部分、高加索地區北部、中亚西北部、西伯利亚西部和北部看到。依时区不同，大部分地區都在5月21日看到日食，俄罗斯極東部地區多在5月22日看到日食，還有處於極晝的部分地區日食從5月21日深夜持續到5月22日凌晨。

### 基本參數
- 類型：日偏食
- 食分最大處（位於俄罗斯萨哈共和国極東部距楚科奇自治區12.5公里處）資料：
  - 時間：1993年5月21日14:19:16
  - 地點：68°48′N 162°18′E / 68.8°N 162.3°E
  - 食分：0.7352（日食帶內最大）[3]

## 相關的日食

### 1993-1996年的日食
月球交替位於相對的月球交點時，以半個交點年（食年），即約177天又4小時間隔出現下列日食。
| 降交點   | 降交點                   |                          | 升交點                    | 升交點 |
| 沙羅週期 | 地圖                     | 沙羅週期                 | 地圖                      |        |
| 118      | 1993年5月21日 偏食（北） | 123                      | 1993年11月13日 偏食（南） |        |
| 128      | 1994年5月10日 環食       | 133                      | 1994年11月3日 全食        |        |
| 138      | 1995年4月29日 環食       | 143 印度敦德洛德的日全食 | 1995年10月24日 全食       |        |
| 148      | 1996年4月17日 偏食（南） | 153                      | 1996年10月12日 偏食（北） |        |

### 沙羅周期
沙羅周期長度為18年11天。本次日食屬於沙羅周期118，共包含72次日食，依次為803年5月24日至929年8月7日的8次日偏食、947年8月19日至1650年10月25日的40次日全食、1668年11月4日至1686年11月15日的2次全環食（亦稱混合食）、1704年11月27日至1957年4月30日的15次日環食、1975年5月11日至2083年7月15日的7次日偏食，總共歷時1280.14年。其中最長的全食發生於1398年5月16日，共持續了6分59秒。
下表列舉了1901年至2100年間發生的屬於該周期的日食，是第62至72次：
| 62            | 63            | 64            |
| ------------- | ------------- | ------------- |
| 1903年3月29日 | 1921年4月8日  | 1939年4月19日 |
| 65            | 66            | 67            |
| 1957年4月30日 | 1975年5月11日 | 1993年5月21日 |
| 68            | 69            | 70            |
| 2011年6月1日  | 2029年6月12日 | 2047年6月23日 |
| 71            | 72            |               |
| 2065年7月3日  | 2083年7月15日 |               |

## 資料來源
1. ↑  樊忠玉. . 中国天文科普网.   [2016-01-26]. （原始内容存档于2014-09-17）.
2. ↑  Fred Espenak. . NASA Eclipse Web Site.   [2016-01-26]. （原始内容存档于2020-10-20）.（英文）
3. ↑  Fred Espenak. . NASA Eclipse Web Site.   [2016-01-26]. （原始内容存档于2020-10-22）.（英文）
4. ↑  Fred Espenak. . NASA Eclipse Web Site.（英文）

## 外部連結
- NASA日食專頁（页面存档备份，存于）（英文）
- 可見區域圖和時間統計：由弗雷德·埃斯佩納克做出的日食預報，NASA/GSFC
  - 貝塞爾元素

| \| \| 日食 \|                              |                              |                                            |
| 上一次日食： 1992年12月24日日食 （日偏食） | 1993年5月21日日食 （日偏食） | 下一次日食： 1993年11月13日日食 （日偏食） |
| 上一次日偏食： 1992年12月24日日食          | 1993年5月21日日食 （日偏食） | 下一次日偏食： 1993年11月13日日食          |
|                                            | 日食                         |                                            |